# Novlene Williams-Mills
Novlene Hilaire Williams-Mills (Saint Ann, 26 aprile 1982) è una velocista giamaicana, specializzata nei 400 metri piani.

## Record nazionali

### Seniores
- Staffetta 4×400 metri: 3'18"71 ( Taegu, 3 settembre 2011) (Rosemarie Whyte, Davita Prendergast, Novlene Williams-Mills, Shericka Williams)
- Staffetta 4×400 metri indoor: 3'29"54 ( Mosca, 12 marzo 2006) (Shellene Williams, Novlene Williams-Mills, Moya Thompson, Allison Beckford)

## Palmarès
| Anno | Manifestazione          | Sede           | Evento      | Risultato  | Prestazione | Note                                     |
| ---- | ----------------------- | -------------- | ----------- | ---------- | ----------- | ---------------------------------------- |
| 2003 | Giochi panamericani     | Santo Domingo  | 400 m piani | 6ª         | 52"83       |                                          |
| 2003 | Giochi panamericani     | Santo Domingo  | 4×400 m     | Argento    | 3'27"34     |                                          |
| 2004 | Giochi olimpici         | Atene          | 400 m piani | Semifinale | 50"85       |                                          |
| 2004 | Giochi olimpici         | Atene          | 4×400 m     | Bronzo     | 3'22"00     |                                          |
| 2005 | Mondiali                | Helsinki       | 4×400 m     | Argento    | 3'23"29     | Miglior prestazione personale stagionale |
| 2006 | Mondiali indoor         | Mosca          | 400 m piani | 5ª         | 51"82       |                                          |
| 2006 | Giochi del Commonwealth | Melbourne      | 400 m piani | Bronzo     | 51"12       |                                          |
| 2006 | Giochi del Commonwealth | Melbourne      | 4×400 m     | 4ª         | 3'34"91     |                                          |
| 2007 | Mondiali                | Osaka          | 400 m piani | Bronzo     | 49"66       | Miglior prestazione personale stagionale |
| 2007 | Mondiali                | Osaka          | 4×400 m     | Argento    | 3'19"73     | Record nazionale                         |
| 2008 | Giochi olimpici         | Pechino        | 400 m piani | Semifinale | 51"06       |                                          |
| 2008 | Giochi olimpici         | Pechino        | 4×400 m     | Argento    | 3'20"40     |                                          |
| 2009 | Mondiali                | Berlino        | 400 m piani | 4ª         | 49"77       |                                          |
| 2009 | Mondiali                | Berlino        | 4×400 m     | Argento    | 3'21"15     | Miglior prestazione personale stagionale |
| 2010 | Mondiali indoor         | Doha           | 400 m piani | Finale     | dnf         |                                          |
| 2010 | Mondiali indoor         | Doha           | 4×400 m     | Finale     | dq          |                                          |
| 2011 | Mondiali                | Taegu          | 400 m piani | 7ª         | 52"89       |                                          |
| 2011 | Mondiali                | Taegu          | 4×400 m     | Argento    | 3'18"71     | Record nazionale                         |
| 2012 | Giochi olimpici         | Londra         | 400 m piani | 5ª         | 50"11       |                                          |
| 2012 | Giochi olimpici         | Londra         | 4×400 m     | Argento    | 3'20"95     | Miglior prestazione personale stagionale |
| 2013 | Mondiali                | Mosca          | 400 m piani | 7ª         | 51"49       |                                          |
| 2014 | World Relays            | Nassau         | 4×400 m     | Argento    | 3'23"26     | Miglior prestazione personale stagionale |
| 2014 | Giochi del Commonwealth | Glasgow        | 400 m piani | Argento    | 50"86       |                                          |
| 2014 | Giochi del Commonwealth | Glasgow        | 4×400 m     | Oro        | 3'23"82     | Record dei Giochi                        |
| 2015 | World Relays            | Nassau         | 4×400 m     | Argento    | 3'22"49     | Miglior prestazione personale stagionale |
| 2015 | Mondiali                | Pechino        | 400 m piani | 6ª         | 50"47       | Miglior prestazione personale stagionale |
| 2015 | Mondiali                | Pechino        | 4×400 m     | Oro        | 3'19"13     | Miglior prestazione mondiale stagionale  |
| 2016 | Giochi olimpici         | Rio de Janeiro | 4×400 m     | Argento    | 3'20"34     | Miglior prestazione personale stagionale |
| 2017 | Mondiali                | Londra         | 400 m piani | 7ª         | 51"48       |                                          |
| 2017 | Mondiali                | Londra         | 4×400 m     | Finale     | dnf         |                                          |

## Altre competizioni internazionali
2006
- Argento alla World Athletics Final ( Stoccarda), 400 m piani - 50"36
- Bronzo in Coppa del mondo ( Atene), 400 m piani - 50"24
- Oro in Coppa del mondo ( Atene), 4×400 m - 3'19"84

2007
- Argento alla World Athletics Final ( Stoccarda), 400 m piani - 50"12

2008
- Bronzo alla World Athletics Final ( Stoccarda), 400 m piani - 51"30

2009
- Argento alla World Athletics Final ( Salonicco), 400 m piani - 50"34

2014
- Vincitrice della Diamond League nella specialità dei 400 m piani (20 punti)